# Kvitel
Un Kvitel  (yiddish:|קוויטל), "petite note"; pluriel קוויטלעך, kvitelach) est note écrite par un Hassid à son Rebbe, qui porte le ou les prénom(s) en hébreu de l'individu avec le ou les prénom(s) de sa mère. Sur cette note le Hassid demande à son Rebbe une ou des bénédictions, spécifique(s) ou non. Le sujet: la santé, les moyens de subsistance, trouver un conjoint/e pour un enfant, avoir des enfants. etc. Au Mur des Lamentations) à Jérusalem, il existe une tradition de déposer des kvitelach.

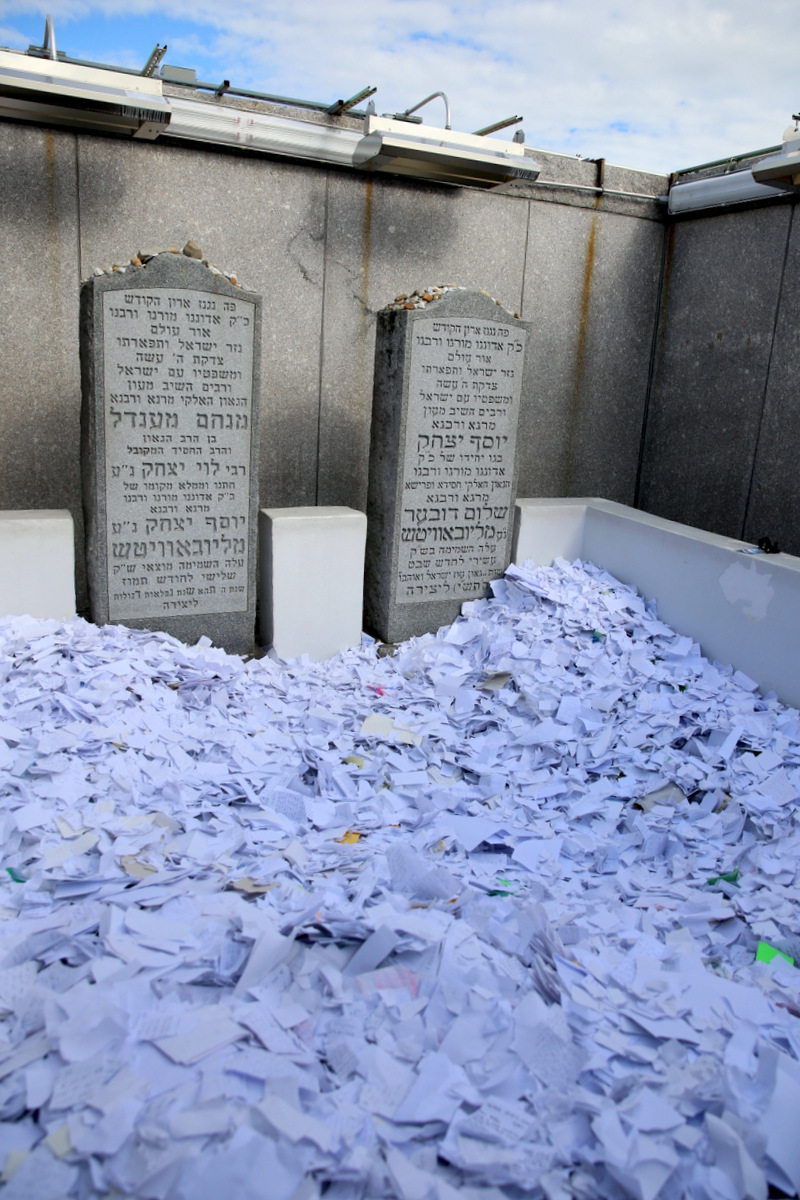
Les tombes du rabbin Yosef Yitzchok Schneersohn (à droite) et du rabbin Menachem Mendel Schneerson (à gauche), les sixième et septième Rebbes de Loubavitch avec des piles de kvitelach déposés par des visiteurs.

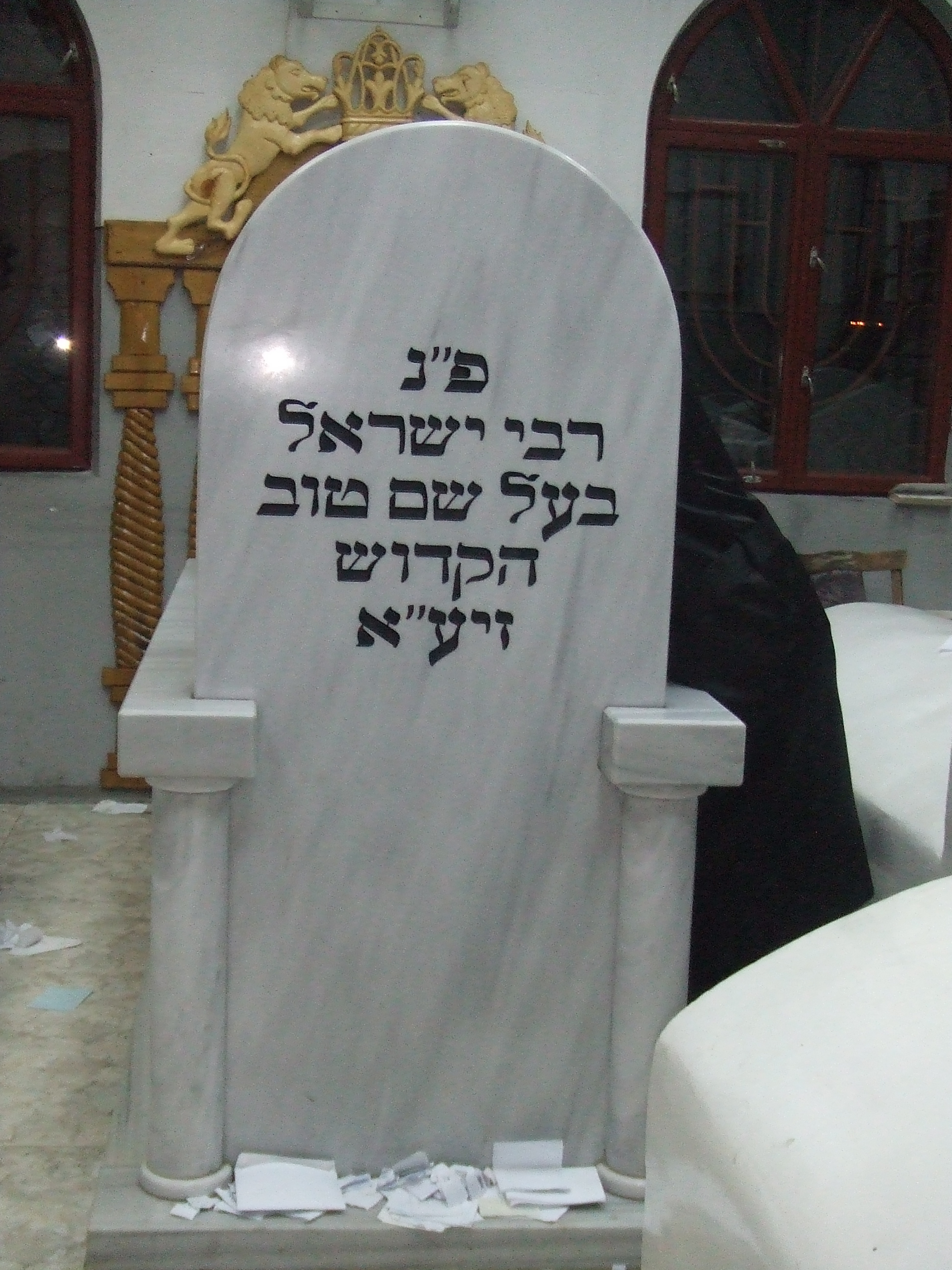
Kvitelach déposés sur le tombeau du Baal Shem Tov à Medzhybizh, Ukraine.

## Mur des Lamentations
Au Mur des Lamentations) à Jérusalem, il existe une tradition de déposer des kvitelach.

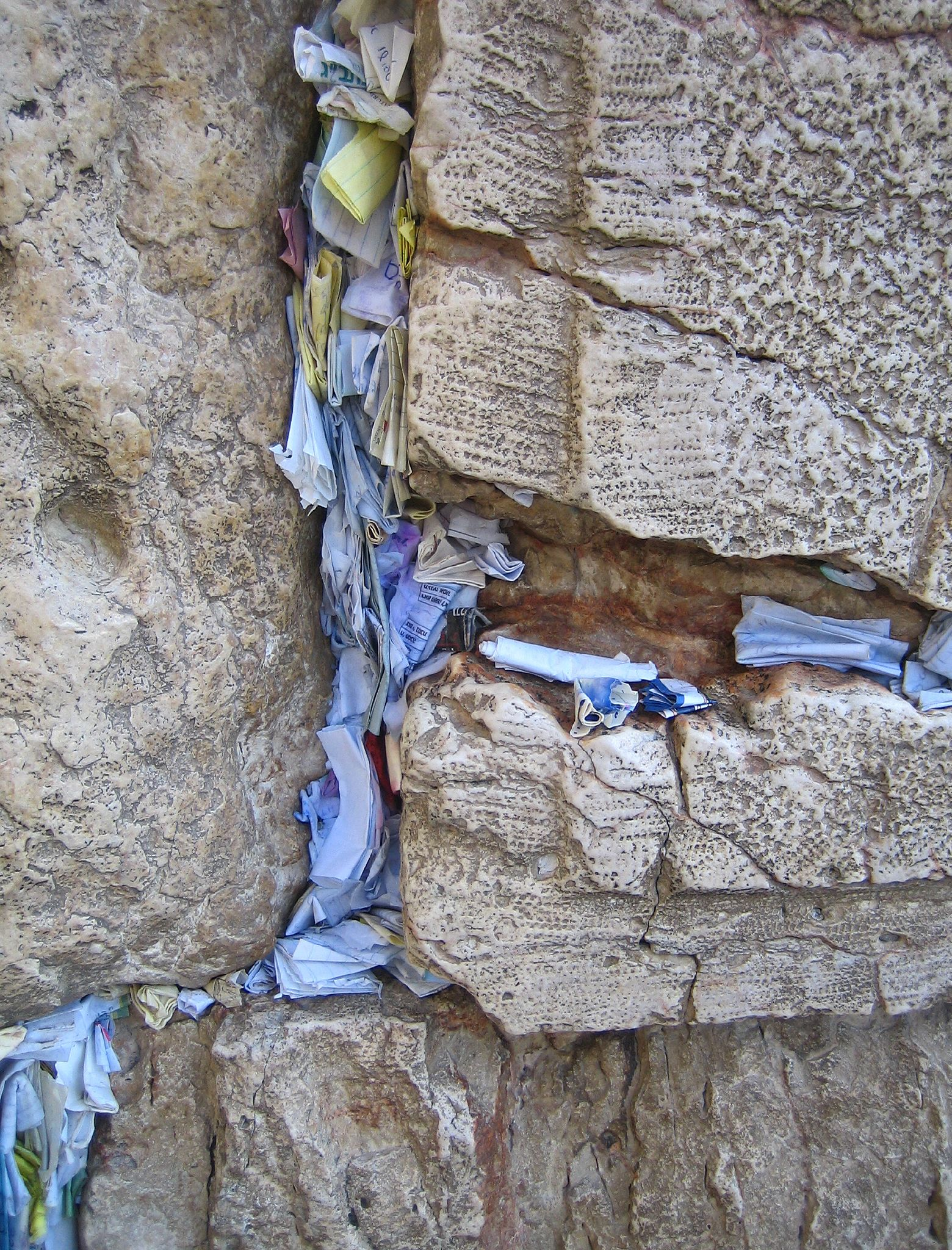
Kvitelach placés entre les fissures du Mur Occidental (Mur des Lamentations) à Jérusalem.